# Marie Braun
Pour les articles homonymes, voir Braun.
Marie Johanna Philipsen-Braun, née le 22 juin 1911 à Rotterdam et décédée le 23 juin 1982 à Gouda, était une nageuse néerlandaise, qui fut championne olympique en 1928 aux Jeux olympiques d'Amsterdam.

## Carrière
Marie Braun était la fille de l'entraîneuse de natation néerlandaise Ma Braun. Elle a ses premiers succès aux championnats d'Europe de 1927, où elle gagne une médaille d'or au 400 m nage libre et deux d'argent, au 100 mètres dos et au 4 × 100 mètres nage libre (avec Truus Klapwijk, Marie Vierdag et Willy den Turk). Elle obtient l'or au 100 m dos et l'argent au 400 m libre aux Jeux olympiques de 1928, puis l'or aux 400 m libre, 100 m dos et 4 × 100 m libre (avec Truus Baumeister, Marie Vierdag et Willy den Ouden) aux championnats européens de 1931.
Elle est favorite aux Jeux de 1932 mais doit se retirer après une forte fièvre, et prend sa retraite sportive peu de temps après. Elle a été introduite à l'International Swimming Hall of Fame en 1980. Elle a battu 6 records mondiaux, 10 records européens et 14 records nationaux.

## Jeux olympiques
- Jeux olympiques d'été de 1928 à Amsterdam 
  -  Médaille d'or sur 100 m dos.
  -  Médaille d'argent sur 400 m libre.